# Marianne (série de televisão)
Marianne é uma série de televisão francesa criada e dirigida por Samuel Bodin. Escrita por Bodin e Quoc Dang Tran, a série estrelou Victoire Du Bois, Lucie Boujenah e Tiphaine Daviot. A trama gira em torno da jovem romancista Emma, que percebe que os personagens que escreve em seus romances de terror também estão no mundo real. A série foi lançada em 13 de setembro de 2019 na Netflix. Em janeiro de 2020, a série foi cancelada após uma temporada.

## Sinopse
Assim que a famosa escritora romancista, Emma Larsimon, anuncia que acabou de escrever sua série de livros de terror de sucesso, uma visita inesperada de uma amiga a anos não vista, a atrai de volta para a sua cidade natal em Elden, na França.

## Elenco

### Principal
- Victoire Du Bois como Emma Larsimon, uma escritora de livros famosa e que ficou muito rica.
- Lucie Boujenah como Camille, a secretária de Emma - e agora melhor amiga, ela também descobre a possibilidade dela estar grávida.
- Tiphaine Daviot como Aurore
- Ralph Amoussou como Séby, um ex-namorado de Emma.
- Bellamine Abdelmalek como Arnaud
- Mehdi Meskar como Tonio
- Alban Lenoir como Inspetor Ronan
- Mireille Herbstmeyer como Sra. Daugeron, mãe de uma amiga agora distante de Emma, que se revela estar sendo controlada pela bruxa Marianne.
- Patrick d'Assumçao como Padre Xavier
- Corinne Valancogne como Sra. Larsimon, mãe de Emma, que vive na cidade de Elden.
- Pierre Aussedat como Sr. Larsimon, pai de Emma, que vive na cidade de Elden.
- Délia Espinat-Dief como a Bruxa Marianne / Marianne Basselin, uma bruxa do século XVIII, as suas ações são as responsáveis por deixar Emma grávida do que seria a sua semente.

### Participação especial
- Luna Lou como Emma adolescente
- Charlie Loiselier como Aurore adolescente
- Bruni Makaya como Séby adolescente
- Adam Amara como Arnaud adolescente
- Anna Lemarchand como Caroline adolescente

## Episódios

### 1.ª Temporada (2019)
| N.º | Título Original Título no Brasil             | Dirigido por | Escrito por                 | Lançamento             |
| --- | -------------------------------------------- | ------------ | --------------------------- | ---------------------- |
| 1 | "Tu les rêves" "Seus sonhos"                 | Samuel Bodin | Samuel Bodin Quoc Dang Tran | 13 de setembro de 2019 |
| Sinopse: Depois que Emma Larsimon anuncia que vai parar de escrever histórias de terror, a visita perturbadora de uma amiga de infância a leva de volta à sua cidade natal. Resumo: A série se inicia mostrando um buraco no chão, no meio à uma floresta. Em seguida, corta para uma entrevista de rádio com Emma Larsimon, sobre o capítulo final de sua série, Lizzie Larck, mostrado no rádio da casa de Caroline. Caroline, chamando sua mãe, entra na cozinha para vê-la, Sra. Daugeron, colocando uma faca em sua boca e arrancando um dente. Sua mãe então, levanta o dente e diz que é “para Emma”. A cena corta para Emma fazendo uma leitura de seu último livro. Na leitura, ela diz a todos que acabou a história de Marianne acabou. Após a leitura, moderada por seu namorado/noivo Pere, Emma passa a assinatura bebendo, e então Caroline, que é mostrada como amiga de Emma desde a infância, aparece. Ela diz a Emma que sua mãe acredita que ela é Marianne e que Emma deve ir até ela. Emma nega que Marianne seja real e Caroline então dá a Emma o feitiço de bruxa que sua mãe deu a ela. Ela mostra a Emma sua barriga, na qual sua mãe a gravou em uma língua estranha. Caroline é então escoltada para fora pelo segurança, dizendo que ela não quer ser a próxima, mas é. Emma, assustada, sai com sua assistente Camille, e fica bêbada, fazendo com que ela perca o jantar com Pere. Emma diz a Camille que quando criança, tinha pesadelos com Marianne, o que a levou a escrever sobre Marianne, uma vez que os pesadelos pararam. Emma retorna ao seu apartamento para encontrar um bilhete de Pere sobre ela tê-lo deixado de pé e estar bêbada. Naquela noite, Emma mais uma vez teve um pesadelo com Marianne. De manhã, ela descobre que Pere a deixou. Naquela manhã no trabalho, Caroline aparece e se enforca depois de dizer a Emma que sua mãe quer que ela escreva mais ou que ela levará os pais de Emma em seguida, dando a Emma sua cruz para voltar para sua mãe e fazendo referência a um evento de quando eles eram crianças, em um farol. Depois de ser incapaz de falar com seus pais, Emma, com Camille, retorna para Elden. No caminho, Emma descreve Marianne para Camille, dizendo que a única coisa sobre a qual Marianne não pode mentir é seu nome, observando que ela pode escapar da pergunta, mas não pode mentir sobre quem ela é. Eles param uma vez em Elden perto do farol e Emma ouve Marianne chamá-la de volta. Ela então ouve crianças cantando uma rima sobre Marianne. Então, o padre Xavier, aparece com seu cachorro e grita com Emma que ela precisa ir embora, pois ninguém a quer lá. Eles então param na casa da Sra. Daugeron, que parece desinteressada sobre a morte de sua filha. Elas tomam chá com a Sra. Daugeron, que age como uma louca e parece saber informações sobre Emma que ela não deveria. Enquanto fogem da Sra. Daugeron, ela grita que Emma deve escrever ou seus pais serão os próximos. Eles continuam até a casa dos pais, onde Emma encontra um feitiço de bruxa na porta. Assim que ela entra, ela encontra seus pais fazendo sexo na escada. Naquela noite, Camille acorda e é atacada pelo pai de Emma. Emma então corre e encontra Camille, então vê seus pais correndo nus para a floresta com uma escrita estranha neles. Ela tenta os seguir, mas seu pai a ataca. |                                              |              |                             |                        |
| 2 | "C'est coutume !" "Tradição"                 | Samuel Bodin | Samuel Bodin Quoc Dang Tran | 13 de setembro de 2019 |
| Sinopse: Um estranho inspetor investiga o caso dos pais de Emma. A escritora arrasta Camille de volta para a casa de Carol e revê seus amigos de infância. Resumo: Camille tenta seguir Emma, mas acaba parando para atender o telefone, que acaba sendo a empresa de segurança ligando para verificar o alarme. A operadora instrui Camille a trancar a porta da sala; ele então mostra ser realmente Marianne, que ataca Camille. Emma retorna para a casa. No dia seguinte, o inspetor Ronan aparece para investigar o desaparecimento de seus pais. O inspetor Ronan descobre um feitiço de bruxa pendurado na porta. Depois de dizer que não pode questionar a Sra. Daugeron, porque ela tecnicamente não fez nada de errado, ele concorda em interrogá-la depois que Emma diz que personalizará sua assinatura em seus livros. Ele aconselha Emma e Camille a ficarem em casa. A Sra. Daugeron é vista saindo de sua casa e Emma, junto com Camille, entram na casa dela. Emma encontra um de seus livros que tem uma linguagem estranha escrita. Há um cômodo na casa em que eles não podem entrar. Ao tentar investigar, algo tenta escapar. Antes que eles possam fazer qualquer coisa, a Sra. Daugeron retorna. Ela tem uma faca e começa a cortar seu próprio braço e diz a Emma que ela deve escrever, após isso, elas escapam. O inspetor Ronan visita um amigo seu, Pat, dono de uma loja que trabalha com misticismo. Ele mostra a ele o feitiço da bruxa, o que faz Pat recuar de medo. Pat diz a ele que é bruxaria perigosa, o que torna as pessoas vulneráveis a feitiços. O inspetor Ronan pega um colar contra demônios, e Pat diz a ele que não vai ajudar quem tinha o feitiço, já que eles são amaldiçoados. Emma sai à beira-mar para beber e vê sua velha amiga Aurore, uma das punks do Naufrágio. Eles os alcançam e Aurore sai. De volta à casa, Emma mais uma vez ouve seu pai implorando para que ela escreva, dizendo que se ela não o fizer, Marianne vai machucá-los. Emma é mostrada ao lado do buraco, onde ouve as crianças cantando a rima (Terça, vem Marianne. Quarta, ela se alegrou. Quinta, ela se casou. Sexta, bruxa virou. Sábado, ela foi levada. Domingo, ela foi julgada. Segunda, executada. Terça, foi sepultada.) Sra. Daugeron é então mostrada no buraco dizendo que ela deve escrever antes da terça-feira. Hugo, um menino da vizinhança, encontra uma gaivota morta e foge quando a Sra. Daugeron aparece e sai do carro. Ela vai até o pássaro e cospe em seu olho. Quando a Sra. Daugeron volta para o carro, Emma está lá. a Sra. Daugeron, então, a leva ao funeral, onde ela cospe no olho da filha enquanto ela se deita no caixão. Emma corre para fora e é acompanhada pelo resto dos punks do Naufrágio (Aurore, Séby, Tonio e Arnaud (No-No)) pelo barco abandonado. Eles se embriagam e lembram dos velhos tempos com Caroline (Carol). No-No envia a Camille o artigo que Emma escreveu sobre sua mãe. Mais tarde naquela noite, Camille lê o artigo, que é extremamente cruel com sua mãe, e pergunta a Emma por que ela o escreveu. Emma, com raiva que Camille leu depois de dizer que não, a ataca. Emma ouve todas vozes dizendo para ela escrever. Ela pega seu laptop, e começa a escrever um novo capítulo, detalhando como cinco vacas se afogaram no mar e cinco crianças foram enforcadas. A mãe de Emma é então mostrada subindo do mar, nua. |                                              |              |                             |                        |
| 3 | "Je ne suis pas un cadeau" "Não sou fácil"   | Samuel Bodin | Samuel Bodin Quoc Dang Tran | 13 de setembro de 2019 |
| Sinopse: Tonio faz uma descoberta terrível na praia. Depois de mais uma noite angustiante ao lado de Emma, Camille chega ao limite. Marianne aumenta a pressão. Resumo: Enquanto Tonio e No-No trabalham, eles descobrem que suas armadilhas estão vazias e Tonio descobre que cinco vacas morreram afogadas. A mãe de Emma retorna e se tranca no banheiro. Quando a polícia chega lá, ela diz a eles que Emma quebrou seu amor por ela. A pedido do inspetor Ronan, Emma sai. Ela vai para o barco abandonado e fica bêbada, depois disso Emma e Camille vão comer na casa de Séby. Séby os apresenta à sua esposa grávida, Sophie, e ao filho dela, Hugo. Emma continua a beber e tenta se aproximar de Séby, que a rejeita. Sophie então descobre que Hugo está desaparecido. Séby, Camille e Emma vão à procura de Hugo, e Emma os direciona para irem ao farol. Lá eles encontram Hugo e quatro outras crianças penduradas no balanço. Eles podem salvar todas as cinco crianças. Quando eles voltam para a casa dos pais, Camille diz a Emma que ela não aguenta mais e acaba indo embora. Emma percebe que o que ela escreve se torna realidade. Uma vez lá dentro, Emma pede desculpas a sua mãe e sua mãe diz a ela que ela não mudaria nada e que eles têm muito tempo pela frente. Emma vai para a igreja e rouba água benta e uma cruz, depois vai para a casa da Sra. Daugeron e a nocauteia. No caminho para casa, Camille acaba parando para dormir e, ao acordar, percebe que está perdida. De volta à casa da Sra. Daugeron, Emma mostra estar tentando exorcizar Marianne. A água benta e o crucifixo ferem a Sra. Daugeron, que fala como Marianne, mas não a exorciza. O inspetor Ronan liga e diz a Emma que encontrou seu pai e Emma foge, deixando a Sra. Daugeron amarrada. O pai de Emma está em coma no hospital, depois de ser encontrado em um prédio abandonado, curvando-se diante das velas com toda a sala enfeitada com feitiços de bruxa. Emma vai para casa para pedir a sua mãe para trazê-la para visitar seu pai, e quando ela chega à casa de seus pais, ela vê sangue escorrendo pela escada da frente. Dentro, ela encontra sua mãe esfaqueada até a morte. Ela então encontra a Sra. Daugeron no andar de cima, segurando uma faca e rindo. Emma estrangula a Sra. Daugeron, parecendo matá-la bem quando Camille retorna e tenta impedí-la. Camille então tenta realizar a RCP e, ao fazê-lo, vê o rosto de Marianne substituir o da Sra. Daugeron. Recuando de medo, Camille cai de costas escada abaixo. A boca da Sra. Daugeron se abre de forma anormal e seu corpo desliza para trás no chão, então uma névoa é vista escapando de sua boca. |                                              |              |                             |                        |
| 4 | "C'est un beau moment" "Um momento lindo"    | Samuel Bodin | Samuel Bodin Quoc Dang Tran | 13 de setembro de 2019 |
| Sinopse: O luto de Emma é interropindo por um pedido urgente. Uma cena apavorante na casa da Sra. Daugeron conduz o inspetor Ronan a um mundo de segredos demoníacos. Resumo: Emma é mostrada no quarto de hospital de Camille e Monsieur Larsimon, onde ambos estão em coma. Séby vem para levá-la ao funeral de sua mãe, após o qual o grupo se junta e todos comem juntos. Depois de um banho, a palavra “escrever” aparece na névoa do espelho para Emma. O inspetor Ronan aparece e diz a ela que a Sra. Daugeron só vai falar com ela; ela não está mais possuída, mas Marianne arrancou seus olhos, pois “ela nunca sai de mãos vazias”. A Sra. Daugeron admite tudo, dizendo que Marianne a levou para as águas negras e a fez fazer aquelas coisas. Depois de dizer que acredita ter machucado o marido, ela deixa Emma saber que Marianne existiu para sempre, mas agora Marianne e Emma estão conectadas, e Emma deve escrever. Após a entrevista, o inspetor Ronan vai para a casa da Sra. Daugeron, onde encontra seu marido em uma sala cheia de feitiços de bruxa, que inclui um livro em linguagem de maldição. O inspetor Ronan retorna a loja de Pat para obter ajuda, onde Pat reluta em ajudar, pois sua vida está piorando desde a última visita do inspetor Ronan. Pat diz que ele pode encontrar registros de julgamentos de bruxas nas igrejas e que o sinal repetido é um selo. Ele também informa ao inspetor Ronan que a única coisa que pode usar contra ela é o nome dela, o que lhe dará poder sobre ela. O inspetor Ronan invade a igreja e leva o livro sobre os julgamentos das bruxas, os arquivos Molitor, contra a vontade do padre Xavier. Ele então retorna para Pat, que lhe dá o Hexenhammer de Nuremberger e diz que o selo que ele mostrou a ele é o selo demoníaco de Beleth, que é um rei demônio. Pat então compartilha que tem a premonição de que nunca mais verá o inspetor Ronan, e eles se despedem. Emma vai ao hospital para o nascimento do bebê de Séby. No entanto, as coisas dão terrivelmente erradas quando o bebê se revela um demônio e, durante o parto, mata Sophie. Emma então acorda e recebe a ligação de que o filho de Séby realmente está nascendo. Assim que chega ao hospital, ela enlouquece e tenta entrar para impedir que as coisas aconteçam. Antes que ela pudesse, Séby sai e diz a eles que tem um filho. O inspetor Ronan lê o Relatório Molitor e descobre que o sobrenome de Marianne é Basselin. O relatório detalha os anos de acidentes e mortes após Marianne, incluindo a morte de seu primeiro filho. Marianne e seu marido têm dois filhos; um dia, Marianne desaparece na floresta com seus filhos e retorna sozinha, matando seu marido e se proclamando a Beleth. Marianne foi enterrada e foi queimada com seu contrato de demônio. Naquela noite, Marianne retorna aos pesadelos de Emma. Tonio, que assumiu o turno de No-No depois que estava bêbado demais para trabalhar, é capturado por Marianne. Aurore é então visitada por sua irmã morta, que parece sinistra. De volta ao hospital, o filho recém-nascido de Séby é levado por Marianne, com um amuleto de bruxa deixado em seu berço. |                                              |              |                             |                        |
| 5 | "Tu l'as laissée…" "A culpa é sua"           | Samuel Bodin | Samuel Bodin Quoc Dang Tran | 13 de setembro de 2019 |
| Sinopse: Quinze anos antes, os amigos se reunem para tentar ajudar Emma a superar seus pesadelos. Lá, eles fazem um ritual que mudará suas vidas para sempre. Resumo: Emma é uma criança de novo, tendo pesadelos com Marianne. Depois de dizer a seus amigos que os pesadelos continuam, Carol decide que eles precisam fazer uma sessão. Embora Aurore não queira ir, Emma a convence e todos se reúnem no farol com um tabuleiro Ouija. Quando Carol chama por Marianne, ela brevemente possui Emma, dizendo a Carol que ela vai enforcá-la. Ela diz a No-No que ele precisa cuidar de Tonio, porque não o terá por muito tempo. Ela diz a Séby que seus filhos serão dela. E, por fim, ela diz a Aurore que ela nunca sai de mãos vazias antes de cuspir em seu rosto e desmaiar. Ninguém acredita que Emma estava realmente possuída e pensa que ela estava fingindo. No dia seguinte, Emma está no farol com a irmã mais nova de Aurore, Lucy. Ela tenta fazer Emma brincar de esconde-esconde com ela; no entanto, enquanto a procura, Emma vê Marianne, que começa a matar Lucy em um freezer. Depois de encontrar Lucy morta, Emma foge. Depois de outra noite de pesadelos, Emma vai até o padre Xavier em busca de ajuda. Ele diz a ela que Marianne é real e que ela está ligada a Emma. Ele diz a ela que, para salvar a todos, ela tem que ir embora, e ela tem que forçar seus pais a deixá-la ir, machucando-os. Então Emma escreve o artigo sobre sua mãe, e causa todos os problemas que pode, como pintar carros com spray e destruir a igreja. No dia em que ela deixa Elden, Séby vem se despedir dela e que ele sabe que não era realmente ela; a compartilhar um beijo antes dela ir. Emma então começa a escrever a história de Marianne. O inspetor Ronan vai até Emma e eles tentam descobrir como destruir Marianne. Séby então chega para dizer a eles que Marianne levou seu filho. |                                              |              |                             |                        |
| 6 | "Pour les souvenirs ?" "Pelos velhos tempos" | Samuel Bodin | Samuel Bodin Quoc Dang Tran | 13 de setembro de 2019 |
| Sinopse: O inspetor Ronan revela ligações entra as histórias de Emma e outras tragédias no mundo real. Ele, Emma e Séby bolam um plano para destruir Marianne. Resumo: Como parte do plano para derrubar Marianne, Emma tenta escrever sobre sua morte. No entanto, ela acaba escrevendo algo totalmente diferente e não consegue se lembrar de ter feito isso. No dia seguinte, o inspetor Ronan, Emma, Séby, No-No e Aurore vão ao farol para tentar destruir Marianne. No farol, o inspetor Ronan chama Marianne pelo nome verdadeiro. No início, não parece ter funcionado e todos eles se acomodam para a noite. No hospital, Marianne é mostrado ter possuído Camille, e enquanto ela tenta atacar a enfermeira e Monsieur Larsimon, Camille desmaia. De volta ao farol, eles descobrem que o inspetor Ronan está possuído por Marianne. Quando ele percebe isso, ele se mata. |                                              |              |                             |                        |
| 7 | "On était trop petit" "Jovem demais"         | Samuel Bodin | Samuel Bodin Quoc Dang Tran | 13 de setembro de 2019 |
| Sinopse: Enquanto fogem para diferentes partes da ilha, os amigos têm visões terríveis e recebem mensagens do além. Um a um, eles se volta contra Emma. Resumo: É mostrado o enterro de Marianne, onde um jovem sacerdote é enviado para queimá-la com seu contrato demoníaco. No entanto, antes que ele conclua a ação, Marianne ganha vida e tenta atacá-lo. Aterrorizado, ele foge e mente para os outros, dizendo que a queimou até as cinzas. De volta ao farol, o espírito de Marianne foge do agora morto inspetor Ronan enquanto os outros fogem. Ela então mostra estar possuindo o cachorro do padre Xavier. No-No corre, Emma vai para o carro e Aurore e Séby voltam para o farol. Lucy se mostra e diz a Aurore que Emma estava lá quando ela morreu, algo que Emma nunca disse a ela. No-No está na praia onde ele vê Tonio, que lhe diz que ele é um prisioneiro e que Emma deve escrever na terça-feira. Todos eles voltam para o farol e confirmam que ninguém é Marianne. Marianne então aparece com um bilhete dizendo “um de vocês para mim, quem será?”. Marianne então ataca Aurore. Enquanto Emma a conforta, dando a ela o colar que o inspetor Ronan tinha, Séby e No-No dizem a Emma que ela deve escrever, o que Emma tenta recusar. Aurore confronta Emma sobre Lucy e depois de dizer a verdade, Séby diz a Emma que ela é imperdoável. Depois de tentar convencer Emma a escrever, segurando-a sob a mira de uma arma, No-No se sacrifica e Marianne o leva. Assim que eles retornam, Emma é derrotada e começa a escrever. O filho de Séby é devolvido a ele. Séby então aparece na casa de Emma através da janela de seu quarto, e os dois começam a fazer sexo, uma vez que, para compensar o que nunca fizeram na adolescência. Na manhã seguinte, o padre Xavier aparece na casa de Emma e começa a tentar um exorcismo, nocauteando Emma ao acertá-la com um crucifixo. |                                              |              |                             |                        |
| 8 | "On est mardi" "Terça-feira"                 | Samuel Bodin | Samuel Bodin Quoc Dang Tran | 13 de setembro de 2019 |
| Sinopse: O padre toma uma medida extrema para acabar com Marianne. Emma fica presa entre dois mundos. Aurore busca uma maneira de salvar a amiga. Resumo: Emma rasteja para seu quarto, seguida pelo padre Xavier, que continua a espancá-la. Quando ela chega em seu quarto, o padre Xavier percebe que ela continuou a escrever e diz que está terminado. Emma aponta uma arma para o padre Xavier, perguntando por que ele bateu nela. Ele diz a ela que nunca a tocou, e é o efeito da água benta sobre ela, pois agora ela está possuída por Marianne. O padre Xavier diz a ela que desde que ela se rendeu à sua vontade, e como agora é terça-feira, Marianne é ela. Emma percebe a verdade quando o padre Xavier pergunta se ela é Marianne, e como Marianne não pode mentir sobre seu nome, ela responde que sim. Marianne, como Emma, atira no padre Xavier quando ele pergunta onde está seu túmulo para que ele possa queimá-la. Ao ver o buraco de bala, Emma se lembra do buraco no chão de quando ela era criança e de ouvir a voz alí. Ela vai até o galpão e o empurra, revelando o buraco. Ouvindo Marianne, ela estende a mão e a puxa para fora. Em uma realidade alternativa, Emma e Marianne caminham ao longo das águas negras para ver o homem moreno. De volta à casa, o padre Xavier tenta sair de casa, e Emma mais uma vez o ataca. Aurore então aparece, e Emma brinca de esconde-esconde com ela. Assim que Aurore encontra Emma e percebe que é Marianne, ela ameaça atirar nela, e Emma segura uma faca no estômago de Aurore. Incapaz de atirar em sua amiga, Aurore deixa Emma pegar a arma. Aurore então desliza o pingente para Emma e Emma é capaz de resistir. Ela, então, diz a Aurore que ela deve fugir. Aurore foge com a insistência de Emma de que ela vai cuidar de Marianne. A cena corta para o padre Xavier, só que agora jovem, na escola, detalhando como ele deseja ser um padre para lutar contra o mal. Já nos dias atuais, o padre Xavier acorda e sai para encontrar o túmulo de Marianne. Ele despeja gasolina no túmulo e, enquanto tenta acendê-la, demônios o atacam. Enquanto ele está lutando contra os demônios, Emma está lutando contra Marianne, tentando se matar para acabar com isso. Aurore, não sendo capaz de continuar correndo, se vira e volta. Ela encontra Marianne segurando Emma enquanto Emma aponta uma arma para sua própria cabeça; de volta à realidade alternativa, Emma tem um taco de beisebol e dá um soco em Marianne. Ao mesmo tempo que o padre Xavier finalmente derrota os demônios e acende o túmulo, com ele mesmo em chamas, Aurore ataca Emma e a arma dispara. Emma e Aurore vêm e se abraçam. No hospital, Aurore e Emma percebem que Marianne se foi para sempre. Camille terá alta do hospital no dia seguinte, embora ela não tenha falado desde que foi possuída e acordou. O pai de Emma volta para casa e eles jantam juntoos. Emma diz a seu pai que ela voltará com frequência. No dia seguinte, Emma pega Camille para levá-la para casa; antes de deixar a cidade, ela coloca uma rosa nos degraus da igreja e vai se despedir de Séby. Enquanto se despedem, Emma menciona sobre aquela noite. Séby nega ter dormido com Emma e fica com raiva dela. De volta ao carro, Emma relembra aquela noite e um demônio é mostrado agindo como Séby. Emma ignora isso como um sonho, e eles deixam Elden juntos. Emma aparece parando frequentemente para ficar vomitar e, finalmente, Camille compra um teste de gravidez para ela. Emma desaba e pega e, no final, o teste dá positivo. |                                              |              |                             |                        |